# Gräberfeld von Lilla Lycke

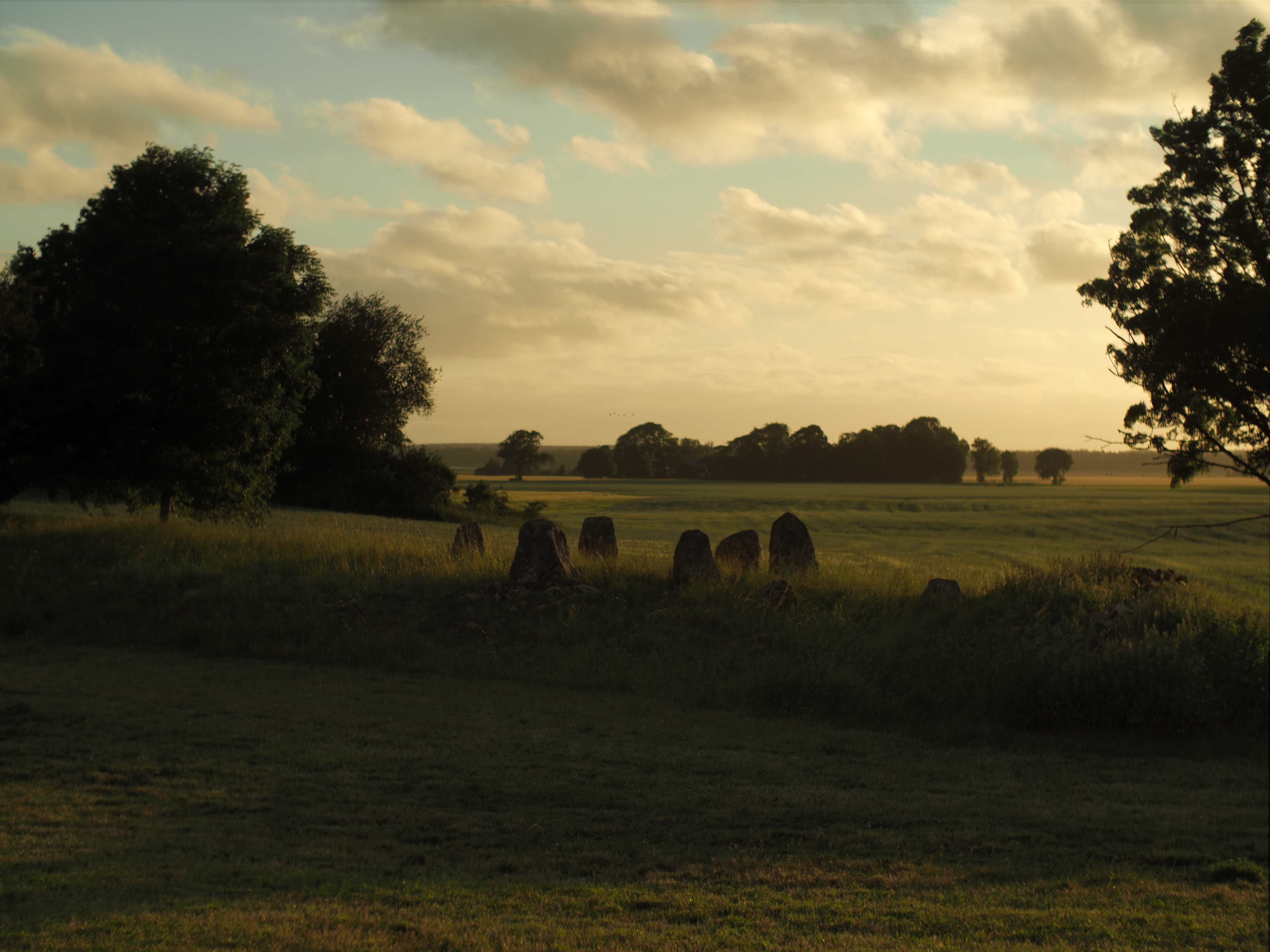
Gräberfeld von Lilla Lycke

Das Gräberfeld von Lilla Lycke liegt etwa 3,5 km südlich von Varnhem an der Westseite der Straße von Varnhem nach Falköping in Västergötland in Schweden. 
Es besteht aus einer Röse mit einem Durchmesser von etwa 25,0 Metern und einer Höhe von 2,8 Metern sowie zwei Steinkreisen, von denen einer etwa neun Meter Durchmesser hat und ursprünglich aus neun Steinen bestand, jetzt aber nur noch sechs hat. Der andere Steinkreis hat etwa 6,0 m Durchmesser. Von seinen ursprünglich sieben Steinen sind nur vier erhalten (zwei in situ; zwei liegend). 
Das Gräberfeld wurde 1936 restauriert und stammt aus einer langen Epoche vom Neolithikum über die Bronze- bis in die Eisenzeit. 
In der Nähe liegen das Kloster Varnhem und das Gräberfeld von Amundtorp.